# Anthurium effusilobum
Anthurium effusilobum är en kallaväxtart som beskrevs av Thomas Bernard Croat. Anthurium effusilobum ingår i släktet Anthurium och familjen kallaväxter.

## Underarter
Arten delas in i följande underarter:
- A. e. effusilobum
- A. e. pallidispadix